# Neville Chamberlain
Arthur Neville Chamberlain FRS (n. 18 martie 1869, Birmingham, Regatul Unit – d. 9 noiembrie 1940, Heckfield, Hampshire, Regatul Unit) a fost un politician britanic care a îndeplinit funcția de prim-ministru al Regatului Unit din partea Partidului Conservator între 1937 și 1940. Este cunoscut pentru politica externă pacifistă, în particular pentru semnarea Acordului de la München în 1938, prin care a acceptat Germaniei Naziste să anexeze forțat regiunea Sudetă a Cehoslovaciei. Când Hitler a continuat agresiunile, Regatul Unit a declarat război Germaniei la 3 septembrie 1939, iar Chamberlain a condus guvernul britanic în primele opt luni ale celui de-Al Doilea Război Mondial. După ce a activat în afaceri și în administrația locală, și după o scurtă perioadă ca director al Serviciului Național între anii 1916 și 1917, a devenit parlamentar, ca și tatăl său și fratele mai mare, în urma alegerilor generale din 1918, când avea 49 de ani. A refuzat un post ministerial minor, rămânând backbencher până în 1922. În 1923 a fost numit ministru al sănătății și apoi ministru de finanțe. După o scurtă guvernare laburistă, el a revenit în guvern la conducerea Ministerului Sănătății, introducând o serie de reforme între 1924 și 1929. A fost numit apoi ministru de finanțe în 1931. După retragerea primului ministru Stanley Baldwin în mai 1937, Chamberlain i-a urmat acestuia în funcție. Guvernarea sa a fost marcată de agenda diplomatică față de agresivitatea crescândă a Germaniei în Europa, rolul său de la München aducându-i o mare popularitate printre britanici la vremea respectivă. Când Hitler și-a continuat politica agresivă, a angajat Regatul în calitate de garant al independenței Poloniei, alianță ce a adus Regatul Unit în război cu Germania după invadarea de către cea din urmă a Poloniei în 1939.
A demisionat din funcția de premier la 10 mai 1940, după eșecul incursiunii Aliaților în Norvegia, considerând că un guvern de uniune națională este esențial, iar partidele laburist și liberal nu doreau să se alăture unui guvern condus de el. A fost urmat la conducerea guvernului de Winston Churchill dar a rămas un membru respectat al Parlamentului, mai ales de către conservatori. Înainte ca sănătatea precară să-l forțeze să renunțe și la această activitate, a rămas un membru important al Cabinetului de Război al lui Churchill, conducându-l în absența acestuia. A murit de cancer la șase luni după ce a renunțat la funcția de premier.
Personalitatea sa rămâne una controversată în rândul istoricilor. După ce o vreme a fost elogiat, reputația sa a fost erodată de unele cărți cum ar fi Guilty Men (Vinovații), publicată chiar în timpul vieții sale, și în care Chamberlain și aliații săi politici au fost acuzați de semnarea acordului de la München și pentru că nu au pregătit țara pentru război. Majoritatea istoricilor din generațiile de după moartea sa au avut păreri similare, ca și Churchill în The Gathering Storm. Unii istorici mai recenți au o perspectivă mai favorabilă față de el și de politicile sale, citând documente guvernamentale desecretizate conform Regulii celor Treizeci de Ani.

## Tinerețea și cariera politică (1869–1918)

### Copilăria și afacerile

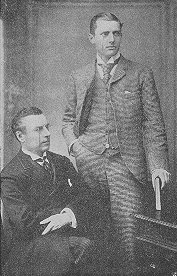
Joseph Chamberlain (jos) și Austen Chamberlain, 1892

Chamberlain s-a născut într-o casă denumită Southbourne, din districtul Edgbaston al Birminghamului. Era singurul fiu din a doua căsătorie a lui Joseph Chamberlain, care a devenit ulterior primar (Lord Mayor) al Birminghamului și ministru. Joseph Chamberlain a mai avut un fiu, Austen Chamberlain, din prima căsătorie. Neville a fost educat la Rugby School. Joseph l-a trimis apoi pe Neville la Mason Science College din centrul orașului Birmingham. Neville nu și-a dat interesul pentru studiu acolo, și în 1889, tatăl său l-a dat în ucenicie la o firmă de contabilitate. După șase luni, a devenit salariat.
Într-o tentativă de a recupera din averea pierdută a familiei, Joseph Chamberlain și-a trimis apoi fiul cel mic să înființeze o plantație de sisal pe insula Andros din Bahamas. Neville a petrecut șase ani acolo, dar plantația a fost un eșec, iar tatăl a pierdut 50.000 de lire în această afacere.
La întoarcerea în Anglia, Neville a intrat în afaceri, cumpărând (cu ajutorul familiei) firma Hoskins & Company, un producător de utilaje portuare. A fost director general la Hoskins timp de 17 ani, perioadă în care firma a prosperat. El s-a implicat și în activități civice în Birmingham. În 1910, s-a îndrăgostit de Anne Cole, o rudă îndepărtată prin alianță, și în anul următor s-a căsătorit cu ea. Cei doi au avut un băiat și o fată.

### Începutul carierei politice
La început, nu era interesat de politică, deși tatăl și fratele său erau parlamentari. În timpul „Alegerilor Kaki” din 1900, a ținut discursuri de susținere a Partidului Liberal Unionist al tatălui său. Acest partid era aliat cu cel Conservator și a fuzionat în cele din urmă cu acesta sub numele de „Partidul Unionist”, care în 1925 a devenit cunoscut sub numele de „Partidul Conservator și Unionist”. În 1911, Neville Chamberlain a candidat și a fost ales din partea Partidului Liberal Unionist în Consiliul Local Birmingham în colegiul All Saints' Ward, aflat în colegiul parlamentar al tatălui său.
A devenit președinte al Comisiei de Planificare Urbană. Sub conducerea sa, Birmingham a adoptat unul din primele planuri urbanistice din țară. Începutul războiului în 1914 a împiedicat însă implementarea acestuia. În 1915 a devenit primar (Lord Mayor) al Birminghamului.
Ca primar în timpul războiului, a avut destul de mult de muncă, și a insistat ca oficialii și consilierii săi să lucreze la fel de mult. A înjumătățit diurnele primarului și a redus numărul de funcții civice pe care le îndeplinea primarul.
În decembrie 1916, primul ministru, David Lloyd George i-a oferit postul de director al Serviciului Național, cu responsabilitatea coordonării recrutării în armată și a asigurării că industriile esențiale pentru război dispun de suficientă forță de muncă. Mandatul său a fost însă marcat de conflicte cu Lloyd George, iar în august 1917, nefiind ajutat suficient de primul ministru, a demisionat. Relația dintre el și Lloyd George a rămas de atunci una tensionată.
S-a hotărât să candideze pentru un loc în Camera Comunelor, și a fost susținut de Partidul Unionist în colegiul Birmingham Ladywood. După sfârșitul războiului, s-au ținut alegeri generale aproape imediat.  A fost ales cu aproape 70% din voturi și o majoritate de 6.833. La 49 de ani, el rămâne și astăzi cel mai în vârstă debutant parlamentar care a devenit apoi prim-ministru.

## Parlamentar și ministru (1919–1937)

### Activitatea parlamentară și din guvern
Chamberlain s-a angajat cu toate forțele în munca de parlamentar, neplăcându-i dezbaterile și munca în comisii. În martie 1920, i s-a oferit de către Bonar Law în numele primului ministru un post în Ministerul Sănătății, dar el nu mai era dispus să lucreze cu Lloyd George. Nu i s-au mai oferit posturi guvernamentale în mandatul lui Lloyd George, și când Bonar Law a demisionat de la conducerea partidului, i-a luat locul Austen Chamberlain ca lider al unioniștilor din Parlament. Liderii unioniști nu erau dispuși să lupte la alegerile din 1922 în coaliție cu liberalii, dar la 19 octombrie, parlamentarii unioniști au ținut o întrunire în care au votat pentru ieșirea din coaliție. Lloyd George și Austen Chamberlain au demisionat, iar Bonar Law, pensionar, a revenit în activitate pentru a conduce Unioniștii ca prim-ministru.
Numeroși conservatori de frunte au refuzat să lucreze în guvernul lui Bonar Law, spre beneficiul lui Chamberlain, care într-o perioadă de zece luni a trecut de la statutul de backbencher la postul de ministru de finanțe.  Bonar Law l-a numit inițial pe Chamberlain director al poștelor. Când Sir Arthur Griffith-Boscawen, ministrul sănătății, și-a pierdut locul în parlament în urma alegerilor generale din 1922 și nu a fost ales la alegerile parțiale din martie 1923, Bonar Law i-a oferit acest post din cadrul Cabinetului, lui Chamberlain. După două luni, Bonar Law a primit diagnosticul de cancer la gât în fază terminală. A demisionat imediat și a fost înlocuit de ministrul de finanțe Stanley Baldwin. În august 1923, Baldwin l-a promovat pe postul de ministru de finanțe, pe care l-a deținut doar cinci luni înainte de înfrângerea Conservatorilor la alegerile generale din 1923. Ramsey MacDonald a devenit primul prim-ministru laburist, dar guvernul său a căzut după câteva luni, ceea ce a dus la alte alegeri generale. Chamberlain l-a învins la limită pe laburistul Oswald Mosley, care mai târziu avea să conducă Uniunea Britanică a Fasciștilor. Crezând că va pierde dacă mai rămâne în colegiul Ladywood, s-a mutat în colegiul parlamentar Birmingham Edgbaston, colegiu mai sigur în care avea să candideze și să fie ales tot restul vieții sale. Unioniștii au câștigat alegerile, dar Chamberlain a refuzat să mai fie ministru de finanțe, preferând postul deținut anterior, de ministru al sănătății.
La două săptămâni după ce a fost numit ministru al sănătății, a prezentat Cabinetului o agendă cu 25 de legi care spera să fie adoptate. Până la sfârșitul mandatului său în 1929, 21 dintre cele 25 de legi intraseră în vigoare. A cerut abolirea Comisiilor de Tutori ai legilor asistenței sociale, comisii ce administrau fondurile de asistență socială și care în unele zone erau responsabile și de unele impozite locale. Multe dintre aceste comisii erau controlate de laburiști, și sfidaseră guvernul distribuind fonduri de asistență socială șomerilor care nu erau invalizi. În 1929, a promovat desființarea definitivă a comisiilor pentru asistență socială. A vorbit în Cameră timp de două ore și jumătate la a doua citire a propunerii legislative, și când a încheiat, a fost aplaudat de toate partidele. Legea a fost adoptată.
Deși a avut o abordare conciliantă în timpul grevei generale din 1926, în general relațiile sale cu opoziția laburistă erau proaste. Viitorul prim-ministru laburist Clement Attlee s-a plâns că Chamberlain „ne-a tratat mereu ca pe niște gunoaie”, iar Chamberlain scria în aprilie 1927: „Din ce în ce mai mult simt un dezgust total față de lamentabila lor prostie”. Proastele relații ale sale cu Partidul Laburist au jucat mai târziu un rol important la renunțarea de către el la postul de prim-ministru.

### În opoziție și la al doilea mandat la Finanțe
Baldwin a convocat alegeri generale în ziua de 30 mai 1929, alegeri ce au avut ca rezultat un parlament fără majoritate clară, laburiștii deținând cel mai mare număr de voturi. Guvernul lui Baldwin a demisionat și liderul laburist Ramsay MacDonald a devenit premier. În 1931, guvernul MacDonald s-a văzut în fața unei crize grave, Raportul din Mai arătând că bugetul a fost dezechilibrat, cu un deficit de 120 milioane lire (aproximativ £6 miliarde la valoarea din 2009). La 24 august 1931, guvernul laburist a demisionat și MacDonald a format un guvern de uniune națională, susținut și de mare parte din parlamentarii conservatori. Chamberlain a redevenit ministru al sănătății.
După alegerile generale din 1931, în care susținătorii guvernului de uniune națională (mai ales conservatorii) au repurtat o victorie netă, MacDonald l-a desemnat în funcția de ministru de finanțe, care a propus o taxă vamală de 10% pe produsele de import, cu reduceri sau scutiri pentru produsele din colonii sau din dominioane. Joseph Chamberlain susținuse și el o politică similară, „Imperial Preference” („Preferința imperială”). La 4 februarie 1932, Neville și-a susținut proiectul legislativ în fața Camerei Comunelor. Și-a încheiat discursul de prezentare arătând că se cuvine să încerce să pună în aplicare propunerea tatălui său. La sfârșitul discursului, Sir Austen Chamberlain a coborât de la locul său din sală și i-a strâns mâna fratelui său. Legea Taxelor de Import din 1932, așa cum a rămas cunoscută propunerea lui Neville Chamberlain, a fost adoptată de Parlament cu o largă majoritate.
Chamberlain și-a prezentat primul său buget în aprilie 1932, în care a menținut reducerile de cheltuieli bugetare acceptate la constituirea guvernului de uniune națională. Dobânda de pe datoria de război a fost un cost major în bugetul fiecărui an. A reușit să reducă rata dobânzilor de la majoritatea datoriilor de război ale țării de la 5% la 3,5%. Între 1932 și 1938, a înjumătățit cota procentuală din buget alocată plății dobânzilor pe datoria de război.
Spera că se poate negocia o anulare a datoriei de război față de Statele Unite. În iunie 1933, Regatul Unit a găzduit Conferința Monetară și Economică Mondială. Conferința nu a avut niciun rezultat, însă, deoarece președintele american Franklin Roosevelt a trimis vorbă că nu ia în considerație o anulare a vreunei datorii de război. Până în 1934, a reușit să declare excedent bugetar și să revină asupra unei bune părți din reducerile ajutorului de șomaj și ale salariilor bugetarilor, reduceri pe care a trebuit să le facă atunci când a preluat postul. El a declarat în Camera Comunelor: „Acum am încheiat povestea Casa umbrelor și acum ne-am așezat în această după-amiază să savurăm primul capitol din Marile speranțe”.
Cheltuielile alocate apărării au fost drastic reduse în primele bugete ale lui Chamberlain. Până în 1935, în fața unei Germanii în plină reînarmare sub conducerea lui Hitler, el a devenit convins de necesitatea reînarmării armatei. A cerut întărirea forțelor aeriene, realizând că zidul natural tradițional de apărare al Regatului, Canalul Mânecii, nu era o stavilă în fața unui eventual atac aerian.
În 1935, MacDonald s-a retras din funcția de prim-ministru, și Baldwin a preluat frâiele guvernului pentru a treia oară. În alegerile generale din 1935, guvernul de uniune națională dominat de conservatori a pierdut 90 de locuri față de majoritatea covârșitoare din 1931, dar a păstrat 255 de locuri în Camera Comunelor, suficiente pentru susținerea guvernului. În timpul campaniei, vicepreședintele laburist Arthur Greenwood l-a atacat pentru cheltuirea banilor pe reînarmare, afirmând că această politică este „o simplă reacție panicardă, rușinoasă pentru un om politic aflat în funcția de conducere a domnului Chamberlain, să spună că trebuie să se cheltuiască alte milioane de bani pe armament”.
Curând după Criza Abdicării din 1936, Baldwin a anunțat că va mai rămâne doar până la încoronarea succesorului Regelui Edward, George al VI-lea. La 28 mai, la două săptămâni după încoronare, Baldwin a demisionat, sfătuindu-l pe rege să apeleze la Chamberlain. Sir Austen nu a trăit să-și vadă fratele făcând „urcarea ... până la capătul stâlpului unsuros”, întrucât a murit cu două luni înainte.

## Premier (1937–1940)
La venirea la putere, Chamberlain s-a gândit să convoace alegeri generale, dar cu trei ani și jumătate rămași din mandatul parlamentului, s-a decis totuși să aștepte. La 68 de ani, a fost al doilea prim-ministru britanic în ordinea descrescătoare a vârstei la care au primit primul mandat, și era văzut mai mult ca un interimar care avea să conducă Partidul Conservator până la următoarele alegeri și apoi să se retragă în favoarea unui politician mai tânăr, ministrul de externe Anthony Eden fiind un candidat cotat cu șanse. De la începutul guvernării sale, se zvonea că mai mulți posibili succesori își doresc postul.
Îi displăcea ceea ce el considera a fi o atitudine exagerat de sentimentală pe care Baldwin și MacDonald o avuseseră asupra numirilor și remanierilor guvernamentale. Deși lucrase îndeaproape cu Președintele Comisiei de Comerț, Walter Runciman, la problema taxelor vamale, Chamberlain l-a demis, oferindu-i postul onorific de Lord Privy Seal („Lordul Sigiliului Personal”), pe care Runciman l-a refuzat supărat. Runciman, membru al Partidului Național Liberal, era considerat leneș de Chamberlain. La scurt timp după învestitură, și-a instruit miniștrii să pregătească programe politice pe doi ani. Aceste rapoarte aveau să fie integrate, cu intenția de a coordona adoptarea de legi prin Parlament, al cărui mandat urma să expire în noiembrie 1940.
Când a preluat postul de premier, personalitatea sa nu era bine cunoscută publicului, deși alcătuise și comunicase public bugetul în fiecare an de șase ani și, după cum relatează Robert Self, părea relaxat și modern, fiind capabil să se adreseze direct camerei de filmat. Avea puțini prieteni printre colegii parlamentari și o tentativă a secretarului său parlamentar, Lord Dunglass (devenit apoi și el prim-ministru sub numele de Alec Douglas-Home) de a-l aduce în sala de fumat de la Camera Comunelor pentru a se socializa cu colegii săi s-a încheiat cu o tăcere jenantă. A compensat aceste neajunsuri alcătuindu-și cel mai sofisticat sistem de gestiune a relațiilor cu presa folosit de vreun prim-ministru până la acea vreme, oficialii de la Numărul 10, sub conducerea purtătorului său de cuvânt, George Steward, convingând ziariștii că este un coleg de-al lor care le dă informații din interior, și că și ei ar trebui să îmbrățișeze direcțiile politice ale guvernului.

### Politica internă
Chamberlain vedea promovarea la șefia guvernului ca încununarea carierei sale de reformator al țării, nerealizând că avea să rămână în istorie pentru deciziile de politică externă. Unul din motivele pentru care a căutat rezolvarea rapidă a problemelor europene a fost dorința sa de a se concentra asupra afacerilor interne.
La scurt timp după învestitură, a obținut adoptarea Legii Fabricilor din 1937. Această lege avea ca scop îmbunătățirea condițiilor de muncă din fabrici, punând astfel o limită a numărului de ore de lucru ale femeilor și copiilor. În 1938, Parlamentul a adoptat Legea Cărbunelui, care a permis naționalizarea depozitelor de cărbune. O altă lege majoră adoptată în acel an a fost legea concediului cu plată. Deși legea doar recomanda angajatorilor să le dea angajaților o săptămână de concediu plătit, ea a determinat o creștere puternică a taberelor de vacanță și a altor facilități turistice pentru clasa muncitoare. Legea caselor din 1938 a alocat subvenții pentru îmbunătățirea condițiilor de viață din cartiere, și a menținut controlul chiriilor. Planurile de reformare a guvernelor locale pe care Chamberlain dorea să le pună în aplicare au fost lăsate la o parte din cauza izbucnirii războiului în 1939. La fel, propunerea de a impune școlarizarea obligatorie până la 15 ani, care urma să se implementeze chiar la 1 septembrie 1939, nu a putut intra în vigoare.

### Relațiile cu Irlanda
Când Chamberlain a devenit prim-ministru, relațiile dintre Regatul Unit și Statul Liber Irlandez erau încordate de la venirea la putere în 1932 a primului ministru irlandez Éamon de Valera. Războiul taxelor anglo-irlandez, declanșat de tergiversarea plăților datorate de Irlanda Regatului Unit, dusese la pierderi economice de ambele părți, și cele două țări doreau un acord. Guvernul de Valera a încercat să înlăture și ultimele legături dintre Irlanda și Regatul Unit, cum ar fi eliminarea statutului regelui de șef de stat al Irlandei. Chamberlain, în calitatea de ministru de finanțe, adoptase o atitudine fermă împotriva concesiilor față de irlandezi, dar după ce s-a convins că relațiile tensionate aveau efecte negative în relațiile cu alte dominioane, a încercat și el să normalizeze relațiile cu Irlanda.
Negocierile fuseseră suspendate în mandatul lui Baldwin în 1936 dar s-au reluat în noiembrie 1937. De Valera încerca nu doar să modifice statutul constituțional al Irlandei, ci să revizuiască și alte aspecte ale tratatului anglo-irlandez, mai ales diviziunea, precum și controlul asupra celor trei porturi lăsate de tratat sub controlul britanic. Regatul Unit, pe de altă parte, dorea să păstreze aceste porturi, cel puțin pe timp de război, și să obțină banii pe care Irlanda acceptase să-i plătească.
Irlandezii s-au dovedit a fi negociatori duri, într-atât încât Chamberlain s-a plâns că una dintre ofertele lui de Valera era ca un trifoi cu trei foi, dintre care niciuna nu prezenta vreun avantaj pentru Regat. Negocierile fiind în impas, Chamberlain le-a făcut irlandezilor o ultimă ofertă în martie 1938 prin care accepta mai multe propuneri ale acestora, deși considera că a cedat doar aspecte minore, și acordul a fost semnat la 25 aprilie 1938. Problema divizării teritoriale nu a fost rezolvată, dar irlandezii au acceptat să plătească britanicilor 10 milioane de lire. Nu a existat nicio stipulare legată de accesul britanicilor la cele trei porturi pe timp de război, dar Chamberlain a acceptat asigurarea verbală a lui de Valera că în caz de război, britanicii vor primi acces la ele. Acordurile au fost atacate de parlamentarul conservator Winston Churchill în Parlament pentru renunțarea la cele trei porturi, ceea ce Churchill a denumit „turnurile de strajă ale țărmurilor occidentale”. Când a venit războiul, de Valera a refuzat britanicilor accesul la aceste porturi, invocând neutralitatea Irlandei, spre dezavantajul britanicilor în Bătălia Atlanticului. Churchill a criticat aceste tratate în The Gathering Storm, declarând că „nu a mai văzut Camera Comunelor gândind atât de greșit” și că „parlamentarii au fost determinați să-și schimbe drastic părerea față de ele atunci când existența noastră a fost în joc în timpul Bătăliei Atlanticului”.  Chamberlain, însă, credea că porturile erau inutile dacă Irlanda era ostilă și a considerat pierderea lor ca fiind un sacrificiu necesar pentru îmbunătățirea relațiilor cu Dublinul.

### Politica europeană

#### Primele luni (mai 1937 – martie 1938)
Chamberlain a încercat să concilieze Germania sperând că ea poate fi un partener pentru o Europă stabilă. El credea că Germania putea fi mulțumită prin retrocedarea unora din fostele colonii și, în timpul crizei renane din martie 1936, declarase că „dacă am constata o colonizare totală, guvernul britanic ar trebui să ia în considerare chestiunea [retrocedării coloniilor]”.
Tentativele noului prim-ministru de a asigura o astfel de înțelegere au rămas fără rezultat, fiindcă Germania nu se grăbea să negocieze cu Regatul Unit. Ministrul de externe german Konstantin von Neurath urma să viziteze Londra în iulie 1937, dar a anulat întrunirea. Lord Halifax, Lord Președinte al Consiliului, a efectuat o vizită privată în Germania în noiembrie, în cursul căreia s-a întâlnit cu Hitler și cu alți oficiali germani. Atât Chamberlain cât și ambasadorul britanic în Germania, Nevile Henderson, au declarat vizita un succes. Oficiali de la Ministerul de Externe s-au plâns că vizita lui Halifax a lăsat impresia că britanicii își doresc prea mult discuțiile, iar Ministrul de externe Eden s-a simțit omis din proces.
A trecut peste capul lui Eden în timp ce acesta era în concediu, deschizând discuții directe cu Italia, țară devenită un paria internațional din cauza invadării și cuceririi Etiopiei. La ședința cabinetului din 8 septembrie 1937, Chamberlain a indicat că el consideră „reducerea tensiunilor dintre țara noastră și Italia ca o contribuție foarte valoroasă în sensul pacificării Europei” care avea să „slăbească axa Roma-Berlin”. Primul ministru a înființat și o linie directă de comunicație cu Ducele italian Benito Mussolini prin intermediul ambasadorului Italiei, contele Dino Grandi.
În februarie 1938, Hitler a început să insiste pe lângă guvernul austriac să accepte Anschluss (unirea Austriei cu Germania). Chamberlain credea că este esențială consolidarea relațiilor cu Italia în speranța că o alianță anglo-italiană l-ar fi împiedicat pe Hitler să-și impună dominația asupra Austriei. Eden, însă, credea că Chamberlain se grăbea în discuțiile cu Italia și în a-i oferi acesteia șansele unei recunoașteri de jure a cuceririi Etiopiei. Chamberlain a ajuns la concluzia că Eden avea de ales între a-i accepta politica și demisie. Cabinetul a ascultat părerile ambilor și a decis în unanimitate în favoarea lui Chamberlain. În ciuda eforturilor altor membri ai guvernului, Eden a demisionat. În anii ulteriori, Eden a încercat să-și explice demisia ca pe o atitudine împotriva pacificării (Churchill l-a descris în The Second World War ca „unica figură tânără și puternică ce se opunea îndelungatelor valuri de derivă și cedare”) dar mulți miniștri și parlamentari considerau că la mijloc nu există o dispută care să merite o demisie. Chamberlain l-a numit pe Lord Halifax ca ministru de externe în locul lui Eden.

#### Preludiul Münchenului (martie 1938 – septembrie 1938)
În martie 1938, Austria s-a unit cu Germania în Anschluss. Deși austriecii susținători ai independenței au cerut ajutor britanic, acesta nu a venit. Regatul Unit a trimis la Berlin doar o notă fermă de protest.  Adresându-se Cabinetului la scurt timp după ce forțele germane au trecut granița, Chamberlain a acuzat atât Germania, cât și Austria.  Chamberlain nota:

Este perfect evident acum că forța este singurul argument pe care îl înțelege Germania și că „securitatea colectivă” nu poate oferi nicio șansă de a evita asemenea evenimente până ce nu va beneficia de o forță copleșitoare susținută de hotărârea de a o folosi. ... Domnul știe că nu vreau să mă întorc la alianțe, dar dacă Germania va continua să se comporte ca până de curând, s-ar putea să ne oblige să o facem.

La 14 martie, ziua de după Anschluss, s-a adresat Camerei Comunelor, condamnând ferm metodele utilizate de germani pentru a ocupa Austria. Discursul său a fost aprobat de membrii Camerei.
Austria fiind acum absorbită de Germania, Hitler și-a îndreptat atenția spre următoarea țintă evidentă regiunea Sudetă a Cehoslovaciei. Populată cu trei milioane de etnici germani, regiunea Sudetă reprezenta cea mai mare minoritate germană din afara Reich-ului. Hitler a început să ceară unirea acestei regiuni cu Germania. Regatul Unit nu avea obligații militare față de Cehoslovacia, dar Franța și Cehoslovacia aveau un pact de ajutor reciproc. După căderea Austriei, Comisia de Politică Externă a Cabinetului a luat în considerare formarea unei „largi alianțe” pentru a opri Germania, sau asigurarea Franței de ajutor în cazul în care francezii decid să intre în război. În schimb, comisia a ales să ceară Cehoslovaciei să negocieze cu Germania. Întregul Cabinet a căzut de acord cu recomandarea comisiei, sub influența unui raport al generalilor în care se arăta că Regatul Unit nu poate face prea multe pentru a-i ajuta pe cehi în cazul unei invazii germane. A declarat în fața Camerei Comunelor că nu este dispus să limiteze libertatea de mișcare a guvernului luându-și angajamente.
Regatul Unit și Italia au semnat un acord în aprilie 1938. În schimbul recunoașterii de jure a cuceririi Etiopiei, Italia a acceptat să retragă unii „voluntari” italieni ce luptau de partea naționaliștilor (franchiștilor) din Războiul Civil Spaniol.  Naționaliștii aveau un avantaj net în acest război, și au învins în anul următor. În aceeași lună, noul premier francez, Édouard Daladier, a venit la Londra pentru a discuta cu Chamberlain, și a acceptat să aibă o politică comună cu britanicii privind Cehoslovacia.
În mai, doi fermieri germani din regiunea Sudetă au fost împușcați de grănicerii cehi în timp ce încercau să treacă granița în Cehoslovacia fără a se supune controlului de frontieră. Acest incident a cauzat îngrijorarea germanilor din Sudeți, și s-a zvonit că Germania își mișcă armatele în zona graniței. Ca răspuns la aceste relatări, Praga a masat trupe în preajma graniței cu Germania. Halifax a trimis Germaniei o notă avertizând că dacă Franța intervine în favoarea Cehoslovaciei, Regatul Unit i se va alătura.  Tensiunile s-au risipit, iar Chamberlain și Halifax au fost aplaudați pentru administrarea „magistrală” a crizei.  Deși la acea vreme nu se știa, s-a arătat ulterior că de fapt Germania nu intenționa să invadeze Cehoslovacia în mai. Cu toate acestea, guvernul Chamberlain a primit suportul aproape unanim al presei britanice.
Negocierile dintre guvernul cehoslovac și germanii din Sudeți au continuat greoi în 1938. S-a ajuns la foarte puține rezultate, liderul sudet Konrad Henlein având instrucțiuni secrete din partea lui Hitler să evite ajungerea la vreun acord. La 3 august, lordul Walter Runciman a mers la Praga ca mediator din partea guvernului britanic. În următoarele două săptămâni, Runciman s-a întâlnit separat cu Henlein, cu președintele cehoslovac Edvard Beneš și cu alți lideri, neînregistrând vreun progres. La 30 august, Chamberlain s-a întâlnit cu Cabinetul și cu ambasadorul Henderson, asigurându-se de susținerea acestora. Doar Primul Lord al Amiralității Duff Cooper a criticat politica de a pune presiuni pe Cehoslovacia să facă concesii pe motiv că Regatul nu era în postura de a susține amenințările cu războiul.
A realizat că Hitler avea să-și dezvăluiască intențiile în discursul său din 12 septembrie de la mitingul anual de la Nürnberg, și a discutat cu consilierii săi despre cum să răspundă dacă se ivesc perspective de război. În consultările cu consilierul său, Sir Horace Wilson, Chamberlain a elaborat „Planul Z”—dacă războiul va părea inevitabil, va merge personal în Germania și va negocia direct cu Hitler.

#### Acordul de la München, septembrie 1938

##### Întâlniri preliminare
Lord Runciman a continuat să încerce să preseze guvernul ceh să facă concesii. La 7 septembrie, în orașul ceh Ostrava a avut loc o altercație în care au fost implicați parlamentarii din Sudeți. Germanii au făcut multă propagandă incidentului, deși guvernul de la Praga a încercat să le facă concesii, concediind polițiștii cehi care interveniseră. Conflictul escaladându-se, Runciman a ajuns la concluzia că nu are sens să mai încerce alte negocieri până la discursul lui Hitler. Misiunea nu s-a mai reluat.

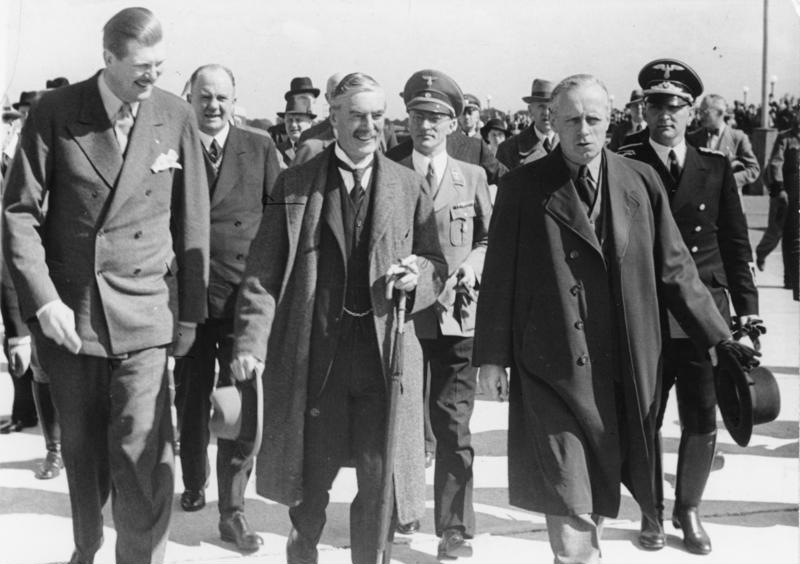
Chamberlain (centru, cu pălăria și umbrela în mâini) împreună cu ministrul german de externe Joachim von Ribbentrop (dreapta) la plecarea primului ministru de la întâlnirea de la Berchtesgaden, 16 septembrie 1938.

Ultimele zile dinaintea discursului lui Hitler din ultima zi a manifestațiilor au fost marcate de o tensiune puternică, Regatul Unit, Franța și Cehoslovacia mobilizându-și parțial armata. Mii de oameni s-au adunat lângă 10 Downing Street în noaptea discursului lui Hitler de la Nürnberg. În cele din urmă, Führerul s-a adresat susținătorilor săi entuziaști:
| “ | Starea germanilor din Sudeți este de nedescris. Se încearcă anihilarea lor. Ca ființe umane, ei sunt oprimați și tratați scandalos într-o manieră intolerabilă ... Privarea acestor oameni de drepturile lor trebuie să înceteze. ... Am mai afirmat că Reich-ul nu va mai tolera continuarea oprimării acestor trei milioane și jumătate de germani, și că voi cere oamenilor politici din alte țări să se convingă că nu este doar o figură de stil. | ” |

A doua zi dimineața, la 13 septembrie, Chamberlain și Cabinet au fost informați de serviciile de informații că toate ambasadele germane au primit informații că Germania va invada Cehoslovacia la 25 septembrie. Convins că Franța nu va intra în luptă (Daladier propunea în particular un summit al celor trei puteri pentru a rezolva chestiunea sudetă), în acea seară a decis să treacă la punerea în aplicare a „Planului Z”, și a trimis un mesaj lui Hitler în care îi spunea că este dispus să vină în Germania pentru negocieri. Hitler a acceptat, iar Chamberlain a zburat în Germania în dimineața de 15 septembrie; a fost prima oară, cu excepția unei mici încercări la un târg industrial, când a călătorit cu avionul. A aterizat la München și și-a continuat călătoria cu trenul la reședința lui Hitler de la Berchtesgaden.
Întâlnirea față în față a durat aproximativ trei ore. Hitler a cerut anexarea regiunii Sudete, și, din discuții, Chamberlain a obținut asigurări că Hitler nu avea niciun plan pentru restul Cehoslovaciei sau pentru alte zone din Europa de Est locuite de minorități germane. După întâlnire s-a întors la Londra, crezând că a obținut spațiu de mișcare în care se poate ajunge la un acord și se poate păstra pacea. Conform propunerilor făcute la Berchtesgaden, regiunea Sudetă avea să fie anexată de Germania dacă un plebiscit în respectiva regiune este favorabil anexării. Cehoslovacia avea să primească garanții internaționale ale independenței sale, garanții ce aveau să înlocuiască obligațiile din tratate, în principal angajamentul francez de acordare a ajutorului. Francezii au acceptat aceste cerințe. Sub mari presiuni, și cehii au acceptat, ceea ce a dus la căderea guvernului cehoslovac.

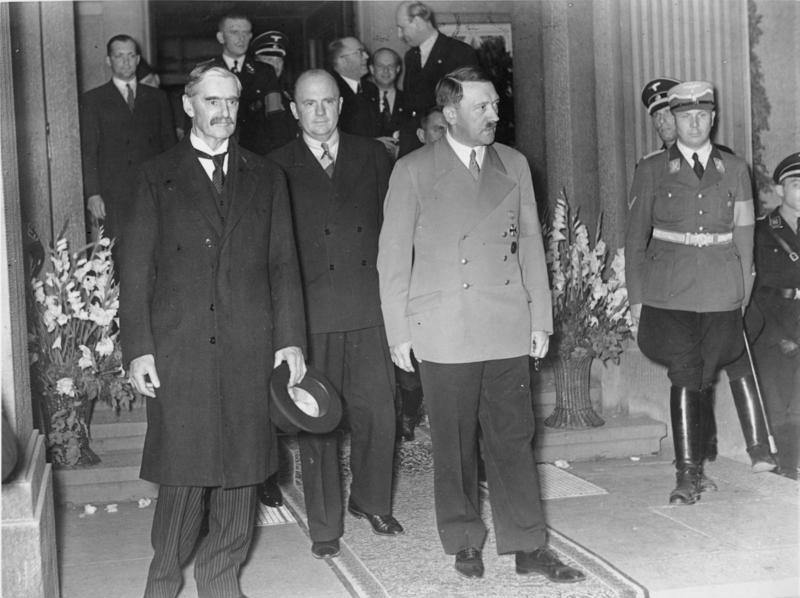
Gravi, Chamberlain (stânga) și Hitler pleacă de la întâlnirea de la Bad Godesberg, 23 septembrie 1938.

S-a întors în Germania, întâlnindu-se cu Hitler la Bad Godesberg la 22 septembrie. Hitler a dat la o parte propunerile întâlnirii anterioare, spunând că „nu mai sunt suficiente”. El a cerut ocuparea imediată a regiunii Sudete și satisfacerea pretențiilor teritoriale germane în Polonia și Ungaria. Chamberlain s-a opus, spunându-i lui Hitler că s-a străduit să-i aducă pe francezi și pe cehi de acord cu cerințele Germaniei, mergând până la a fi acuzat că cedează în fața dictatorilor și la a fi huiduit la plecare în dimineața aceea. Hitler a rămas neclintit.
În seara aceea, Chamberlain i-a spus Lordului Halifax că „întâlnirea cu Herr Hitler a fost foarte nesatisfăcătoare”. A doua zi, Hitler l-a lăsat să aștepte până după-amiaza, când i-a trimis o scrisoare de cinci pagini, în germană, subliniind cerințele pe care le comunicase verbal cu o zi în urmă. Chamberlain a răspuns oferindu-se ca intermediar între el și cehi, și sugerând ca Hitler să-și pună cererile într-un memorandum ce putea fi transmis francezilor și cehoslovacilor.
Liderii s-au întâlnit din nou în seara zilei de 23 septembrie, întâlnire ce a durat până a doua zi dimineața. Hitler a cerut ca cehii ce pleacă din zonele ocupate să nu ia nimic cu ei. El a extins termenul limită pentru ocupația Sudeților la 1 octombrie—dată pe care de multă vreme o stabilise pentru invadarea Cehoslovaciei. Întâlnirea s-a încheiat amiabil, Chamberlain mărturisindu-i lui Hitler speranțele că se pot rezolva și alte probleme europene în același spirit, și Hitler lăsând să se înțeleagă că regiunea Sudetă i-a îndeplinit ambițiile teritoriale în Europa. A zburat înapoi la Londra, declarând că „acum depinde de cehi”.

##### Conferința de la München

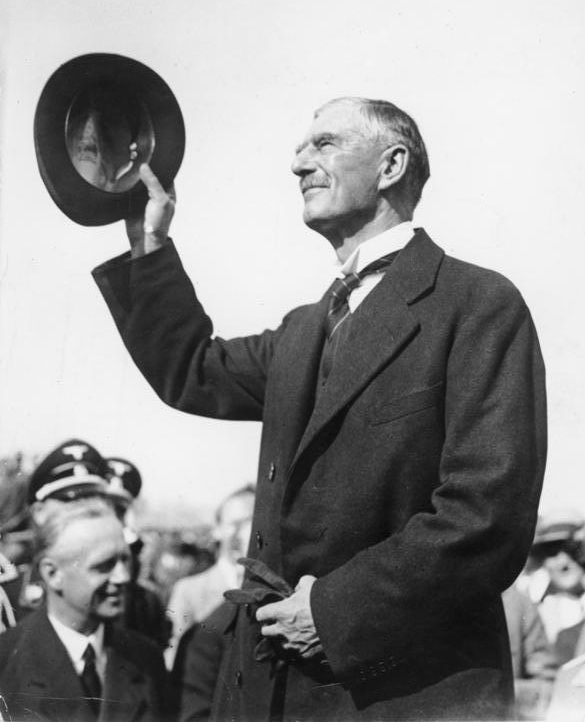
Chamberlain sosind la München, 29 septembrie 1938

Propunerile lui Hitler au întâmpinat rezistență, nu doar din partea francezilor și cehilor, ci și din partea unor membri ai cabinetului lui Chamberlain. Nu se prefigura niciun acord și războiul părea inevitabil.  Primul ministru a dat o declarație de presă, prin care cerea public Germaniei să renunțe la amenințarea cu forța în schimbul ajutorului britanic pentru obținerea concesiilor dorite. În seara de 27 septembrie, s-a adresat națiunii la radio, și, după ce a mulțumit celor care i-au scris, a declarat:

Cât de oribil, fantastic, incredibil ar fi să trebuiască să săpăm tranșee și să ne punem măști de gaze din cauza unor certuri dintr-o țară îndepărtată între oameni despre care nu știm nimic. Pare și mai imposibil ca o ceartă care a fost deja rezolvată în principiu să fie cauză de război.

La 28 septembrie, i-a cerut lui Hitler să-l invite din nou în Germania pentru a căuta o soluție printr-un summit franco-germano-italiano-britanic. Hitler a răspuns favorabil și vestea i-a sosit lui Chamberlain în timp ce se pregătea să țină un discurs în Camera Comunelor, care aștepta tristă războiul, și a informat parlamentarii de această veste în discurs. Parlamentarii l-au ovaționat, și chiar și diplomați l-au aplaudat. Lordul Dunglass a comentat mai târziu că „erau mulți «pacificatori» în Parlament în acea zi.”
În dimineața de 29 septembrie, Chamberlain a plecat de la aerodromul Heston (la est de actualul Aeroport Heathrow) în a treia și ultima sa vizită în Germania în calitate de prim-ministru. La sosirea la München, delegația britanică a fost dusă direct la Führerbau, unde au sosit apoi și Daladier, Mussolini și Hitler. Cei patru lideri și translatorii lor au ținut o scurtă întâlnire neoficială, în care Hitler a declarat că intenționează să invadeze Cehoslovacia la 1 octombrie. Mussolini a venit cu o propunere similară termenilor lui Hitler de la Bad Godesberg—de fapt, ei fuseseră alcătuiți de oficiali germani și transmiși Romei cu o zi în urmă. Propunerea a fost dezbătută de cei patru lideri, iar Chamberlain a pus problema compensării guvernului cehoslovac și a cetățenilor acelei țări, problemă pe care Hitler a refuzat să o abordeze.

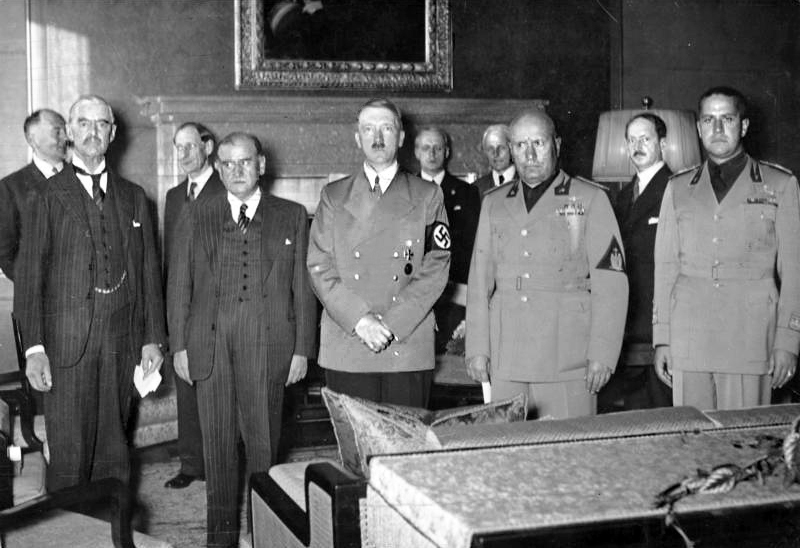
De la stânga la dreapta, Chamberlain, Daladier, Hitler, Mussolini și ministrul italian de externe contele Ciano pregătindu-se să semneze Acordul de la München.

Liderilor li s-au alăturat după prânz și consilierii și s-a discutat îndelung, timp de mai multe ore despre fiecare clauză a propunerii avansate de italieni. Târziu în acea seară, britanicii și francezii au mers la hotelurile lor justificând că trebuie să ceară instrucțiuni din capitalele lor, în vreme ce germanii și italienii au participat la o recepție pe care Hitler o organizase pentru toți participanții. În timpul acestei pauze, consilierul lui Chamberlain Sir Horace Wilson s-a întâlnit cu cehoslovacii, informându-i despre propunere și întrebându-i ce districte sunt mai importante pentru ei. Conferința de la München s-a reluat pe la ora 10 p.m., în cadrul unei comisii restrânse de elaborare. La 1:30 a.m., Acordul de la München era gata de semnat, ceremonie ce a fost întârziată pentru că Hitler a constatat că se golise călimara de cerneală de pe biroul său.
Chamberlain și Daladier s-au întors la hotel, și i-au informat pe cehi despre acordul final. Cei doi premieri au cerut acceptarea lui de către Cehoslovacia, întrucât evacuarea cehilor avea să înceapă a doua zi. La 12:30 pm, guvernul ceh de la Praga s-a opus deciziei, dar i-a acceptat termenii.

##### Consecințe

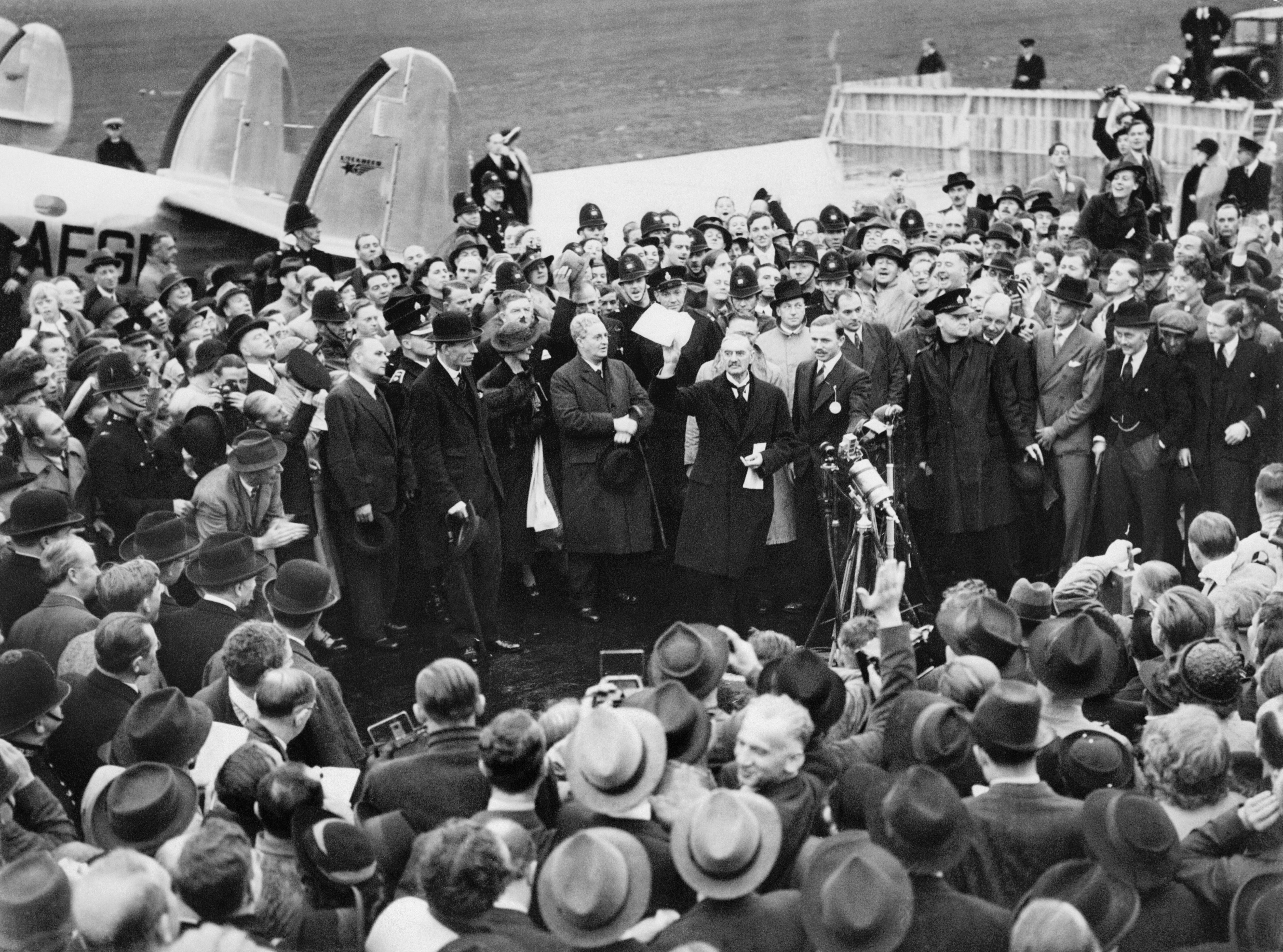
Neville Chamberlain ținând hârtia semnată de el și de Hitler la întoarcerea de la München pe Aerodromul Heston.

Înainte de a pleca de la Führerbau, Chamberlain a cerut o întâlnire personală cu Hitler, pe care liderul german a acceptat-o, și cei doi s-au întâlnit în apartamentul lui Hitler din oraș în aceeași dimineață. A cerut ca implementarea acordului să se facă cu grijă, și a mai cerut ca germanii să nu bombardeze Praga dacă cehii opun rezistență, iar Hitler a părut să accepte. Chamberlain a scos din buzunar o hărtie intitulată „Acord Anglo–German”, pe care erau scrise trei paragrafe, inclusiv o declarație că cele două țări considerau Acordul de la München „simbolic pentru dorință celor două popoare de a nu mai ajunge la război”. Conform lui Chamberlain, Hitler a exclamat „Ja! Ja!” („Da! Da!”) în timp ce primul ministru o citea. Cei doi au semnat hârtia pe loc. Când, o zi mai târziu, ministrul de externe al Germaniei Joachim von Ribbentrop a obiectat la semnarea sa, Führerul a răspuns, „O, n-o lua prea în serios. Hârtia aia nu mai are oricum nicio semnificație.” Chamberlain, pe de altă parte, când s-a întors la hotel pentru masa de prânz, s-a bătut cu mâna peste buzunarul de la piept și a spus: „O am!” Rezultatul întâlnirilor s-a răspândit ca zvon înainte de întoarcerea sa, mulți oamenii bucurându-se la Londra, doar Churchill și susținătorii săi rămânând circumspecți.
Chamberlain s-a întors triumfător la Londra. La Heston se adunase o mulțime de oameni, unde premierul a fost primit de Lordul Șambelan, Contele George Villiers de Clarendon, care i-a înmânat o scrisoare din partea Regelui George al VI-lea, prin care l-a asigurat de recunoștința Imperiului și l-a rugat să vină direct la Palatul Buckingham pentru a da detalii. Străzile erau pline de oameni bucuroși și lui Chamberlain i-a luat o oră și jumătate să parcurgă cei 15 km de la Heston la Palat. După ce a dat raportul în fața Regelui, Chamberlain și soția sa au apărut la balconul Palatului împreună cu Regele și soția sa, regina Elizabeta.  De acolo, a mers în Downing Street, unde toată strada și curtea din fața Numărului 10 erau pline de oameni. Când s-a dus la etaj să se adreseze mulțimii de la fereastră, cineva i-a strigat: „Neville, du-te la fereastră și spune «pace în vremea noastră».” Chamberlain s-a întors și a răspuns: „Nu, eu nu fac lucruri de acest gen.” Cu toate acestea, și-a amintit cuvintele predecesorului său, Benjamin Disraeli de la întoarcerea de la Congresul de la Berlin și a spus în discursul său:

Prieteni, este a doua oară când s-a venit din Germania în Downing Street cu pace cu onoare. Eu cred că este pace pentru vremea noastră. Vă mulțumim din adâncul inimilor. Acum vă sfătuiesc să mergeți acasă, și să dormiți liniștiți în paturile voastre.

Regele George a dat o declarație adresată poporului, „După minunatele eforturi ale primului nostru ministru pentru cauza păcii, sper că o nouă epocă de prietenie și prosperitate va începe între popoarele lumii”. Când Regele s-a întâlnit cu Duff Cooper, care a demisionat din funcția de Prim Lord din cauza Acordului de la München, el i-a spus lui Cooper că respectă oamenii care au curajul convingerilor lor, dar că nu poate fi de acord cu el. El i-a scris mamei sale, Regina Mary că „primul ministru este încântat de rezultatele misiunii sale, ca și noi toți”. Regina mamă i-a răspuns fiului ei exprimându-și supărarea pe cei ce-l criticaseră pe primul ministru: „El ne-a adus acasă pacea, ei de ce nu pot fi recunoscători?” Majoritatea ziarelor l-au susținut necondiționat pe Chamberlain, și el a primit mii de daruri, de la un serviciu de cină din argint până la multe dintre celebrele sale umbrele. Camera Comunelor a discutat Acordul de la München la 3 octombrie; deși Cooper a deschis ședința explicând motivele demisiei sale și Churchill a criticat în termeni duri pactul, niciun Conservator nu a votat împotriva guvernului, și doar 20 până la 30 de parlamentari s-au abținut, printre care Churchill, Eden, Cooper și Harold Macmillan. Churchill a spus în Cameră: „Angliei i s-a dat de ales între război și rușine. A ales rușinea, și va primi război.”

### Calea spre război (octombrie 1938 – august 1939)
După München, Chamberlain a urmat o strategie prudentă de reînarmare. La începutul lui octombrie, el a declarat Cabinetului: „ar fi o nebunie ca țara noastră să înceteze reînarmarea înainte de a ne convinge că și alte țări vor proceda la fel. Deocamdată, deci, nu trebuie să economisim niciun efort până când deficiențele noastre nu vor fi îndreptate.” Mai târziu, însă, el s-a opus cererilor de a pune industria pe picior de război, convins fiind că i astfel de acțiune i-ar demonstra lui Hitler că primul ministru se hotărâse să abandoneze angajamentul de la München. A sperat că înțelegerea semnată cu Hitler la München va duce la o aplanare generală a disputelor teritoriale din Europa; Hitler, însă, nu și-a exprimat public deloc interesul de a urma liniile acordului. După ce, imediat după München, s-a gândit să convoace alegeri generale, Chamberlain și-a remaniat doar guvernul. Până la sfârșitul anului, însă, îngrijorarea publică l-a făcut să concluzioneze că „a scăpa de această Cameră a Comunelor îngrijorată și nemulțumită prin alegeri generale” ar fi o acțiune „sinucigașă”.
În pofida liniștii relative păstrate de Hitler în timp ce Reichul a absorbit regiunea Sudetă, grijile legate de politica externă au continuat să-l preocupe. A călătorit la Paris și la Roma, în speranța de a-i convinge pe francezi să-și grăbească reînarmarea și de a-l convinge pe Mussolini să aibă o influență pozitivă asupra lui Hitler. Mai mulți miniștri, însă, conduși de ministrul de externe Lord Halifax, au început să se îndepărteze de politica de pacificare. Halifax era acum convins că acordul de la München, deși „mai bun decât un război european”, fusese „o afacere neplăcută și umilitoare”. Revolta opiniei publice trezită de pogromul Kristallnacht din 9 noiembrie a făcut inacceptabilă orice încercare de apropiere de Hitler, deși Chamberlain nu și-a abandonat speranțele.
Încă sperând la o reconciliere cu Germania, a ținut un important discurs la Birmingham în ziua de 28 ianuarie 1939, discurs prin care și-a exprimat dorința de pace internațională, și a cărui copie a trimis-o în avans lui Hitler la Berchtesgaden. Hitler a părut să-i răspundă în discursul din fața Reichstagului din 30 ianuarie, în care a declarat că dorește o „pace îndelungată”. Era încrezător că îmbunătățirile sistemului britanic de apărare efectuate după München aveau să-l aducă pe dictator la masa negocierilor. Această părere i-a fost întărită de discursul conciliant al unui oficial german la reprimirea ambasadorului Henderson la Berlin după o absență din motive medicale. Chamberlain a răspuns cu un discurs ținut la Blackburn în 22 februarie, sperând că țările își vor rezolva diferendele prin negocieri, și a fost mulțumit când a văzut comentariile sale tipărite în ziarele germane. Cum situația părea să se îmbunătățească, dominația sa în Camera Comunelor era fermă, și era convins că guvernul avea să câștige lejer alegerile de la sfârșitul lui 1939.
La 15 martie, Germania a invadat provinciile cehești Boemia și Moravia, ocupând inclusiv Praga. Deși răspunsul inițial al lui Chamberlain în Parlament a fost, după cum spune biograful Nick Smart, „slab”, după 48 de ore el a luat o atitudine mai fermă împotriva agresiunii germane. În discursul din 17 martie, ținut la Birmingham, el a avertizat că „nu se putea face o greșeală mai mare decât a presupune că, crezând că războiul este ceva crud și nemilos, țara și-a pierdut tăria într-atât încât să nu ia parte cu toate puterile la a rezista unei astfel de provocări în momentul în care s-a realizat”. Primul ministru s-a întrebat dacă invadarea Cehoslovaciei este „sfârșitul unei vechi aventuri sau începutul uneia noi” și dacă este „un pas în direcția unei încercări de a domina lumea cu forța”. Ministrul Coloniilor, Malcolm MacDonald a declarat: „deși primul ministru era odinioară un puternic susținător al păcii, acum el a trecut cu totul la punctul de vedere al războiului”.
Chamberlain a încercat să construiască un sistem de tratate defensive între țările europene rămase independente pentru a-l împiedica pe Hitler să pornească un război. A încercat să realizeze un acord între Regatul Unit, Franța, URSS și Polonia prin care primele trei să acorde ajutor Poloniei în cazul în care independența i-ar fi amenințată, dar neîncrederea polonezilor în Uniunea Sovietică a făcut ca negocierile să eșueze. La 31 martie a informat Camera Comunelor de garanțiile britanice și franceze oferite Poloniei, prin care aceste țări se angajau să acorde Poloniei tot ajutorul posibil în cazul oricărei acțiuni de natură să amenințe independența acestei țări. În dezbaterea ce a urmat, Eden a declarat că țara este acum unită de partea guvernului. Chiar și Churchill și Lloyd George au lăudat guvernul lui Chamberlain pentru oferirea de garanții Poloniei.
Primul ministru a întreprins și alte acțiuni pentru a-l descuraja pe Hitler de la agresiuni. A dublat efectivele Armatei Teritoriale, a înființat un Minister al Aprovizionării pentru a gestiona înzestrarea forțelor armate și a instituit serviciul militar obligatoriu pe timp de pace. După invadarea Albaniei la 7 aprilie, Regatul Unit a dat Greciei și României garanții similare celor oferite Poloniei.
Chamberlain se ferea să intre într-o alianță militară cu Uniunea Sovietică, neavând încredere în ideologia lui Stalin și simțind că avea prea puțin de câștigat date fiind epurările masive ce tocmai avuseseră loc în Armata Roșie. Mare parte din Cabinet era, însă, în favoarea unei astfel de alianțe, iar când Polonia și-a retras obiecțiile față de o alianță anglo–sovietică, Chamberlain nu a avut de ales decât să meargă înainte. Discuțiile cu ministrul de externe sovietic Viaceslav Molotov, la care Regatul Unit a trimis doar o delegație la nivel de experți, au durat câteva luni, și s-au împotmolit la 14 august când Polonia și România au refuzat să permită staționarea armatelor sovietice pe teritoriul lor. La o săptămână după eșecul acestor negocieri, Uniune Sovietică și Germania au semnat Pactul Molotov-Ribbentrop, prin care cele două țări se angajau să nu se atace una pe cealaltă. O anexă secretă a acestui acord stipula împărțirea Poloniei între cele două țări. Nu a dat crezare zvonurilor încălzirii relațiilor sovieto-germane, și nu a luat în considerare pactul dat publicității, declarând că el nu afectează în niciun fel obligațiile britanice față de Polonia. Cu toate acestea, la 23 august, l-a pus pe Henderson să-i trimită lui Hitler o scrisoare prin care i se spunea că Regatul Unit este pregătit să-și îndeplinească obligațiile față de Polonia. Hitler și-a instruit generalii să se pregătească pentru o invazie a Poloniei, spunându-le: „Dușmanii noștri sunt niște viermi mărunți. I-am văzut la München”.

### Prim-ministru pe timp de război

#### Declarația de război
Germania a invadat Polonia în dimineața zilei de 1 septembrie 1939. Cabinetul britanic s-a întrunit spre orele prânzului și a dat un avertisment Germaniei, că dacă nu se retrage de pe teritoriul polonez, Regatul Unit își va îndeplini obligațiile față de Polonia. Când s-a întrunit și Camera Comunelor la orele 6:00 p.m., Chamberlain și vicepreședintele laburist Arthur Greenwood (care-i ținea locul lui Clement Attlee, bolnav) au fost aplaudați la intrarea în sala de ședință. Chamberlain a ținut un discurs emoționant, dând vina pe Hitler pentru război.
Declarația de război oficială nu s-a făcut imediat. Ministrul de externe francez Georges Bonnet a declarat că Franța nu poate face nimic până când nu se va întruni parlamentul în seara de 2 septembrie. De fapt, Bonnet încerca să ajungă la un summit de genul celui de la München, propus de italieni a fi susținut la 5 septembrie. Cabinetul britanic a cerut, însă, ca lui Hitler să i se dea imediat un ultimatum, și dacă trupele nu vor fi retrase până la sfârșitul zilei de 2 septembrie, să se declare război. Chamberlain și Halifax s-au lăsat convinși de apelul lui Bonnet de la Paris că Franța are nevoie de mai mult timp pentru mobilizare și evacuare, și a amânat expirarea ultimatumului (care încă nu fusese trimis). Camera Comunelor a primit cu ostilitate îndelungata cuvântare a lui Chamberlain, în care nu se vorbea despre niciun ultimatum, iar când Greenwood a luat cuvântul, anunțând că va „vorbi în numele clasei muncitoare”, parlamentarul conservator Leo Amery i-a cerut: „vorbește în numele Angliei, Arthur”, sugerând că primul ministru nu vorbise în numele țării. Chamberlain a răspuns că problemele tehnice pe liniile telefonice făceau comunicarea cu Parisul dificilă, și a încercat să risipească temerile că francezii își slăbesc poziția. Nu a avut prea mult succes; prea mulți parlamentari erau la curent cu eforturile lui Bonnet. Parlamentarul laburist Harold Nicolson a scris mai târziu: „în acele câteva minute, și-a irosit toată reputația”. Aparenta întârziere a dat naștere unor temeri că Chamberlain va încerca din nou să cadă la înțelegere cu Hitler. Ultima ședință a guvernului Chamberlain pe timp de pace a avut loc la ora 11:30 seara, în timp ce afară era furtună, și în cadrul ei s-a decis că ultimatumul va fi prezentat la Berlin la ora nouă în dimineața următoare, cu termen limită două ore mai târziu, înainte de ședința Camerei Comunelor de la prânz. La 11:15 a.m., Chamberlain s-a adresat națiunii la radio, spunând că a început războiul cu Germania:

Suntem cu conștiința curată, am făcut tot ce ar fi putut face o țară pentru a păstra pacea. Situația în care nu se poate avea încredere în niciun cuvânt dat de conducătorul Germaniei și în care niciun popor și nicio țară nu se mai poate simți în siguranță a devenit intolerabilă ... Acum, Domnul să vă binecuvânteze și să-i apere pe cei drepți. Ne vom lupta împotriva răului—forța brută, reaua credință, nedreptatea, opresiunea, și persecuțiile—și împotriva lor sunt sigur că binele va învinge.

În acea după-amiază s-a adresat Camerei Comunelor, la prima ședință a acesteia ținută într-o duminică în ultimii 120 de ani. Discursul său a fost ținut în liniște și chiar și adversarii săi l-au etichetat drept „reținut și deci eficient”:

Toate lucrurile pentru care am muncit, toate lucrurile pe care le-am sperat, toate lucrurile în care am crezut în timpul vieții mele publice s-a prefăcut în ruine. Mai există un singur lucru pe care îl pot face: să-mi dedic toată forța și puterea pe care o am țelului victoriei cauzei pentru care am sacrificat atât de mult.”

#### Războiul ciudat

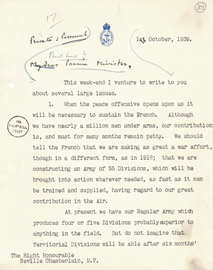
Prima pagină a unei scrisori adresate lui Chamberlain din partea lui Churchill, 1 octombrie 1939.

Chamberlain a instituit un Cabinet de Război, și a invitat partidele liberal și laburist să se alăture guvernului, dar ele au refuzat. L-a numit pe Churchill în guvern în postul de Prim Lord al Amiralității, post ce îl făcea membru al Cabinetului de Război. Chamberlain l-a numit și pe Eden în guvern. Noul Prim Lord s-a dovedit a fi un coleg de guvern dificil, inundându-l pe primul ministru cu o mare de note scrise lungi. Chamberlain l-a certat pe Churchill pentru că trimite atâtea note scrise inutile în fiecare ședință zilnică a Cabinetului de Război. Chamberlain bănuia, și mai târziu s-a văzut că avea dreptate, că „aceste scrisori au scopul de a fi citate în cartea pe care o va scrie după aceea”. Chamberlain a oprit unele dintre cele mai extreme planuri ale lui Churchill, cum ar fi Operațiunea Catherine, care ar fi trimis câteva vase blindate grele în Marea Baltică fără prea multă susținere navală și aeriană pentru a opri transporturile de minereu de fier către Germania. Războiul naval fiind singurul front pe care britanicii s-au implicat semnificativ în primele luni ale războiului, dorința evidentă a Primului Lord de a duce un război rapid și victorios a făcut din el un lider în așteptare în conștiința publică și în opinia colegilor parlamentari.
Neconstând în prea multe operațiuni terestre, primele luni ale războiului au fost denumite la acea vreme „Războiul Plictiselii” (în engleză Bore War, cu referire la Războiul Burilor), iar mai târziu presa le-a denumit „Războiul ciudat”. Chamberlain, ca și majoritatea oficialilor și generalilor aliați, considera că războiul poate fi câștigat relativ rapid punând presiune economică pe Germania printr-o blocadă.  Se ferea să meargă prea departe cu transformarea economiei britanice. Guvernul a trimis de urgență un buget de război despre care Chamberlain declara: „singurul lucru care contează este câștigarea războiului, deși s-ar putea ca aceasta să ne falimenteze”. Cheltuielile guvernamentale, însă, au crescut doar cu puțin mai mult decât rata inflației între septembrie 1939 și martie 1940. În ciuda acestor dificultăți, a continuat să se bucure în sondaje de aprobarea cetățenilor de până la 68% și aproape 60% în aprilie 1940.

#### Căderea guvernului
La începutul lui 1940, Aliații luau în calcul o campanie de ocupare a Norvegiei, inclusiv importantului port Narvik, și eventual și ocuparea minelor de fier de la Gällivare din nordul Suediei, din care Germania își obținea o parte substanțială din minereul de fier necesar. Întrucât Marea Baltică îngheață iarna, o bună parte a anului minereul de fier era transportat cu vaporul de la Narvik și, la 8 aprilie, navele britanice au început să pună mine prin apele teritoriale norvegiene. A doua zi, trupele germane au ocupat Danemarca și au început invazia Norvegiei, țară care a fost rapid ocupată. Britanicii au trimis trupe în Norvegia, armată care nu au avut succes și, la 26 aprilie, Cabinetul de Război a ordonat retragerea. Adversarii primului ministru au hotărât să transforme dezbaterea finală dinaintea vacanței parlamentare într-o contestare a lui Chamberlain, care a aflat și el în curând de acest plan. După ce la început s-a enervat, Chamberlain s-a hotărât să lupte.
Așa-numita „dezbatere norvegiană” a început la 7 mai și a durat două zile. Discursurile inaugurale, inclusiv cel al lui Chamberlain, au fost unele obișnuite, dar Amiralul Sir Roger Keyes, parlamentar de Portsmouth North, îmbrăcat în uniformă, a atacat în termeni duri maniera în care a fost gestionată campania din Norvegia, scutindu-l însă pe Churchill de critică. Leo Amery a ținut și el un discurs pe care l-a încheiat parafrazând cuvintele lui Oliver Cromwell de la dizolvarea Parlamentului Lung: „Ați stat acolo prea mult pentru câte lucruri bune ați făcut. Plecați, vă spun, și să scăpăm de voi. În numele Domnului, plecați!” Când laburiștii au anunțat că vor cere un vot prin împărțirea Camerei, Chamberlain a făcut apel la „prieteni—și încă mai am prieteni în această Cameră—să susțină Guvernul în această seară”. Deși termenul „prieteni” era unul convențional, ce se referea la colegii de partid și, după cum arată biograful Robert Self, mulți parlamentari l-au înțeles ca atare, Chamberlain a greșit când a făcut apel la loialitatea de partid „când gravitatea situației războiului impunea unitate națională”. Lloyd George s-a alăturat atacatorilor iar Churchill a încheiat dezbaterea cu un discurs viguros de susținere a guvernului. Când a avut loc votul prin împărțire, guvernul, care avea o majoritate de aproximativ 200 de voturi, a câștigat doar cu 81, deoarece 38 de parlamentari ai majorității au votat împotriva guvernului, și 20–25 s-au abținut.
A petrecut mare parte din ziua de 9 mai în ședință cu colegii de Cabinet. Numeroși parlamentari conservatori, chiar dintre cei ce votaseră împotriva guvernului, au arătat la 9 mai că nu-și doreau plecarea sa în zilele ce urmau, ci doar reorganizarea guvernului. El, însă, a decis să demisioneze în condițiile în care Partidul Laburist nu dorește să intre în guvern și s-a întâlnit cu Attlee în aceeași zi. Attlee a refuzat intrarea la guvernare, dar a acceptat să consulte Executivul Național al partidului, care se reunise la Bournemouth. Chamberlain dorea ca Halifax să fie următorul prim-ministru, dar Halifax nu s-a dovedit hotărât să ceară postul și astfel Churchill a devenit opțiunea principală. A doua zi, Germania a invadat Țările de Jos, iar Chamberlain a luat în calcul rămânerea în funcție. Attlee, însă, a confirmat că Laburiștii nu vor guverna sub conducerea lui Chamberlain, dar era dispus să guverneze sub conducerea altcuiva, iar Chamberlain s-a dus la Palatul Buckingham să demisioneze și să-l sfătuiască pe Rege să-l cheme pe Churchill. Churchill și-a exprimat apoi recunoștința față de Chamberlain că nu l-a sfătuit pe Rege să-l cheme pe Halifax, care ar fi avut susținere din partea majorității parlamentrilor susținători ai guvernului. Într-un mesaj radiodifuzat în acea seară, Chamberlain a spus națiunii:,

Căci a sosit ceasul în care vom fi puși la încercare, în vreme ce popoarele nevinovate ale Olandei, Belgiei și Franței sunt deja puse la încercare. Și voi, și eu, trebuie să ne unim în spatele noului nostru conducător, și cu puterile noastre unite, și cu nestrămutatul curaj să luptăm și să muncim până când această fiară sălbatică ce a sărit din vizuină spre noi va fi dezarmată și răsturnată.

Regina Elisabeta i-a spus lui Chamberlain că fiica ei, Prințesa Elisabeta, a plâns când a auzit anunțul. Churchill și-a exprimat, în scris, recunoștința pentru disponibilitatea lui Chamberlain de a rămâne alături de el într-un moment greu al țării, iar Lordul Baldwin, singurul fost prim-ministru în viață cu excepția lui Chamberlain și Lloyd George, a scris: „Ați trecut prin foc de când am mai vorbit acum puțină vreme, și ați ieșit aur pur”.

## Lord Președinte al Consiliului de Coroană și moartea
Contrar unei practici obișnuite, Chamberlain nu a alcătuit o listă de persoane propuse pentru onoruri. Cum Chamberlain a rămas lider al Partidului Conservator și avea sprijinul a numeroși parlamentari care nu aveau încredere în noul prim-ministru, Churchill nu a înlăturat nicio persoană loială lui Chamberlain din guvern.  Churchill a dorit ca Chamberlain să redevină ministru de finanțe, dar acesta a refuzat, convins că dacă acceptă, vor apărea dificultăți cu Partidul Laburist. În schimb, el a acceptat postul de Lord Președinte al Consiliului de Coroană, ocupând astfel un post în Cabinetul de Război, acum restrâns la cinci membri. Când a intrat în Camera Comunelor la 13 mai 1940, pentru prima dată după demisie, „parlamentarii și-au pierdut cumpătul, au strigat, au aplaudat, au fluturat hârtiile de ordonanță și a fost primit cu ovații”. Churchill, în schimb, a fost primit cu răceală de membrii Camerei. Unul dintre cele mai celebre discursuri ale lui Churchill ținute în fața Camerei, „Vom lupta pe plaje”, a fost primit cu un entuziasm rezervat.
Plecarea din funcția de premier l-a deprimat profund pe Chamberlain, care scria: „Puțini pot să cunoască o asemenea schimbare a destinului într-un timp atât de scurt.” El a regretat în mod deosebit plecarea din Chequers, care a fost „un loc unde am fost așa de fericit”, deși după o vizită de adio efectuată în ziua de 19 iunie, el a scris: „acum sunt mulțumit că am făcut asta, și nu îmi va mai sta mintea la Chequers.” În calitate de Lord Președinte și-a asumat mari responsabilități asupra unor probleme interne și a prezidat Cabinetul de Război în timpul numeroaselor absențe ale lui Churchill.  Attlee și l-a amintit ulterior ca fiind „eliberat de orice fel de ranchiună pe care ar fi putut să o simtă față de noi. A muncit mult și bine: bun președinte, bun membru de comisie, întotdeauna foarte profesionist”. Ca lider al Comisiei Lordului Președinte, a avut o mare influență asupra economiei în timp de război. Când Axa a încercat negocieri de pace la 26 mai 1940, țările din Benelux fiind cucerite și Franța invadată, Halifax a cerut ca oferta să fie analizată. Discuțiile în contradictoriu pe marginea sa ținute în cadrul Cabinetului de Război au durat trei zile, iar declarația lui Chamberlain din ultima zi, prin care arăta că nu se așteaptă la o ofertă acceptabilă și că aceste tentative nu pot fi urmărite a convins Cabinetul de Război să respingă negocierile.

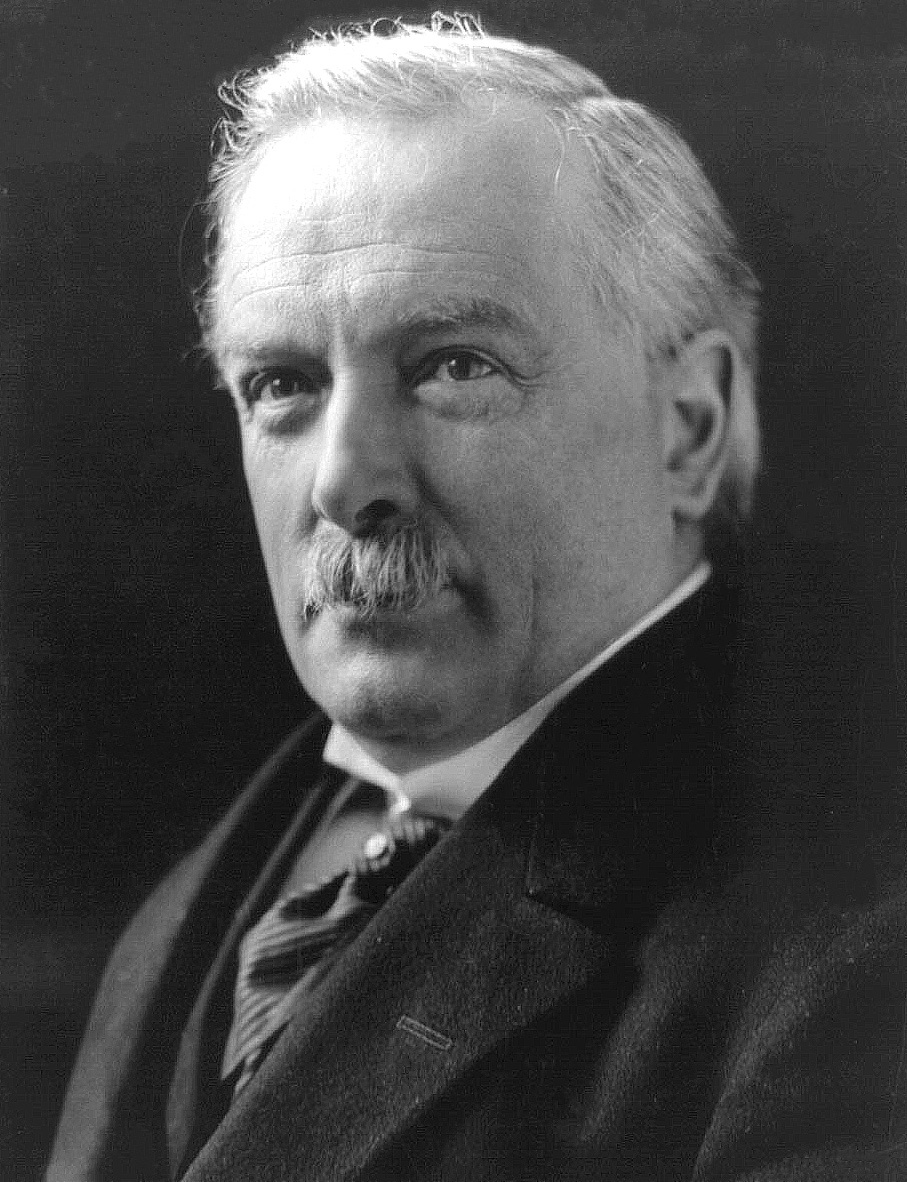
David Lloyd George, prim-ministru între 1916–1922, a cărui animozitate față de Chamberlain era reciprocă.

De două ori în mai 1940, Churchill a ridicat problema aducerii lui Lloyd George în guvern. De fiecare dată, Chamberlain a arătat că din cauza îndelungatei lor antipatii, dacă Lloyd George va fi numit ministru, el se va retrage.  Churchill nu l-a numit pe Lloyd George, dar a readus problema în discuție cu Chamberlain din nou la începutul lui iunie. De această dată, Chamberlain a acceptat numirea lui Lloyd George cu condiția ca acesta să își dea cuvântul că pune rivalitatea deoparte. Lloyd George a refuzat, însă, să lucreze în guvernul lui Churchill.
S-a străduit să aducă Partidul Conservator în acord cu Churchill, lucrând cu cel ce îndeplinea funcția de secretar parlamentar, David Margesson, pentru a îndepărta suspiciunile și antipatiile unor membri ai partidului față de primul ministru. La 4 iulie, Churchill a intrat în Camera Comunelor în ovațiile conservatorilor, orchestrate de cei doi, iar primul ministru a fost emoționat de prima ovație pe care a primit-o din partea partidului său din luna mai. Churchill a returnat loialitatea, refuzând să accepte tentativele laburiștilor și liberalilor de a-l îndepărta pe Chamberlain din guvern. Când presa l-a criticat și când fostul prim-ministru a aflat că laburiștii intenționează să se folosească de o sesiune secretă a Parlamentului pentru a-l ataca, Chamberlain i-a spus lui Churchill că nu se poate apăra decât atacându-i pe laburiști. Primul ministru a intervenit în Partidul Laburist și în presă și criticile au încetat, așa cum arăta Chamberlain, „ca oprite de la robinet”.
În iulie 1940, o polemică intitulată Vinovații a fost publicată de „Cato”, un pseudonim sub care semnau trei ziariști (printre care viitorul lider laburist Michael Foot) de la Beaverbrook. Articolul ataca trecutul Guvernului Național, sugerând că acesta nu s-a pregătit în mod adecvat de război. El a cerut înlăturarea lui Chamberlain și a altor miniștri care ar fi contribuit la dezastrele britanicilor din prima parte a războiului. Cartea, care era scurtă, s-a vândut în peste 200.000 de exemplare, dintre care multe au trecut din mână în mână, și s-a retipărit în douăzeci și șapte de ediții în primele câteva luni, deși nu a fost distribuită de marile lanțuri de librării. După cum relatează istoricul David Dutton, „impactul său asupra reputației lui Chamberlain, atât în rândul publicului, cât și în rândul lumii academice, a fost cu adevărat profund”.
Chamberlain se bucurase de o sănătate bună, cu excepția unor ocazionale atacuri de gută, dar până în iulie 1940, avea dureri aproape constante. A încercat să se trateze, și în aceeași lună s-a internat pentru operație. Chirurgii au descoperit că suferea de cancer intestinal în fază terminală, dar i-au ascuns acest fapt, spunându-i că nu va mai trebui operat. A plecat din sanatoriul în care se internase, ducându-se la Highfield Park din Hampshire, și și-a reluat munca la jumătatea lui august. S-a întors la birou la 9 septembrie. Reapariția durerilor, în timpul bombardamentelor nocturne asupra Londrei, care l-au forțat să se refugieze într-un adăpost antiaerian și l-au privat de odihnă, i-au consumat energia, și a plecat din Londra pentru ultima oară la 19 septembrie, întorcându-se la Highfield Park. La 22 septembrie i-a transmis lui Churchill demisia, pe care, la început, primul ministru n-a dorit să o accepte. După ce, însă, ambii au realizat că Chamberlain nu se va mai întoarce la lucru, Churchill i-a permis să se retragă din funcție. Primul ministru a întrebat dacă Chamberlain va accepta cea mai înaltă distincție cavalerească britanică, Ordinul Jartierei, care fusese acordată și fratelui său. Chamberlain a refuzat, declarând că ar „prefera să moară doar «Dl. Chamberlain» ca tatăl meu, nedecorat de vreun titlu”.
În scurtul timp care i-a mai rămas, a fost supărat de „scurtele, recile și în mare parte depreciatoarele” comentarii din presă de la retragerea sa, scrise, după cum credea el, „fără cel mai mic semn de simpatie pentru om și chiar fără o minimă bănuială că în spate poate se află o reală tragedie umană”. Regele și Regina, însă, au venit de la Windsor să-l viziteze la 14 octombrie. A primit sute de scrisori de simpatie din partea prietenilor și susținătorilor. El i-a scris lui John Simon, care fusese ministru de finanțe în guvernul său:

Speranța de a face ceva pentru a îmbunătăți condițiile de trai ale săracilor a fost cea care m-a adus în amurgul vieții în politică, și mă mulțumește că am reușit să îmi îndeplinesc o parte din această ambiție, deși permanența sa este pusă la încercare de distrugerile războiului. În rest, nu regret nimic din ce am făcut și nu văd ce ar trebui schimbat din ceea ce ar fi trebuit să fac. De aceea, sunt mulțumit să accept soarta care m-a copleșit atât de subit.

Chamberlain a murit de cancer intestinal la 9 noiembrie 1940 la 71 de ani. Înmormântarea sa a avut loc la Catedrala Westminster (datorită problemelor de securitate, data și ora nu au fost date publicității), iar cenușa sa a fost înmormântată acolo lângă cea a lui Andrew Bonar Law. Churchill a spus despre Chamberlain în Camera Comunelor, la trei zile după moartea sa:

Orice va spune sau nu istoria despre acești ani teribili, putem fi siguri că Neville Chamberlain s-a purtat cu sinceritate după propria sa lumină și s-a străduit din toate puterile și cu toată autoritatea sa, atât de puternice, să salveze lumea de îngrozitoarea și devastatoarea luptă în care suntem angajați astăzi. Chiar și doar aceasta îl va plasa într-o poziție bună, cel puțin în ceea ce privește judecata istoriei.

Deși unii susținători ai lui Chamberlain au considerat că discursul lui Churchill a fost o laudă prea reținută a răposatului fost prim-ministru, Churchill a adăugat în privat: „Ce o să mă fac fără bietul Neville? Mă bazam pe el să aibă grijă pentru mine de frontul din țară”.  Printre alții care și-au adus omagiul lui Chamberlain în Camera Comunelor și în Camera Lorzilor la 12 noiembrie s-au numărat Lord Halifax, Attlee și liderul liberal și Ministru al Aerului, Sir Archibald Sinclair. Lloyd George, singurul fost prim-ministru care mai era în Camera Comunelor, a absentat de la ședință, în ciuda așteptărilor că va ține un discurs.

## Moștenirea și reputația

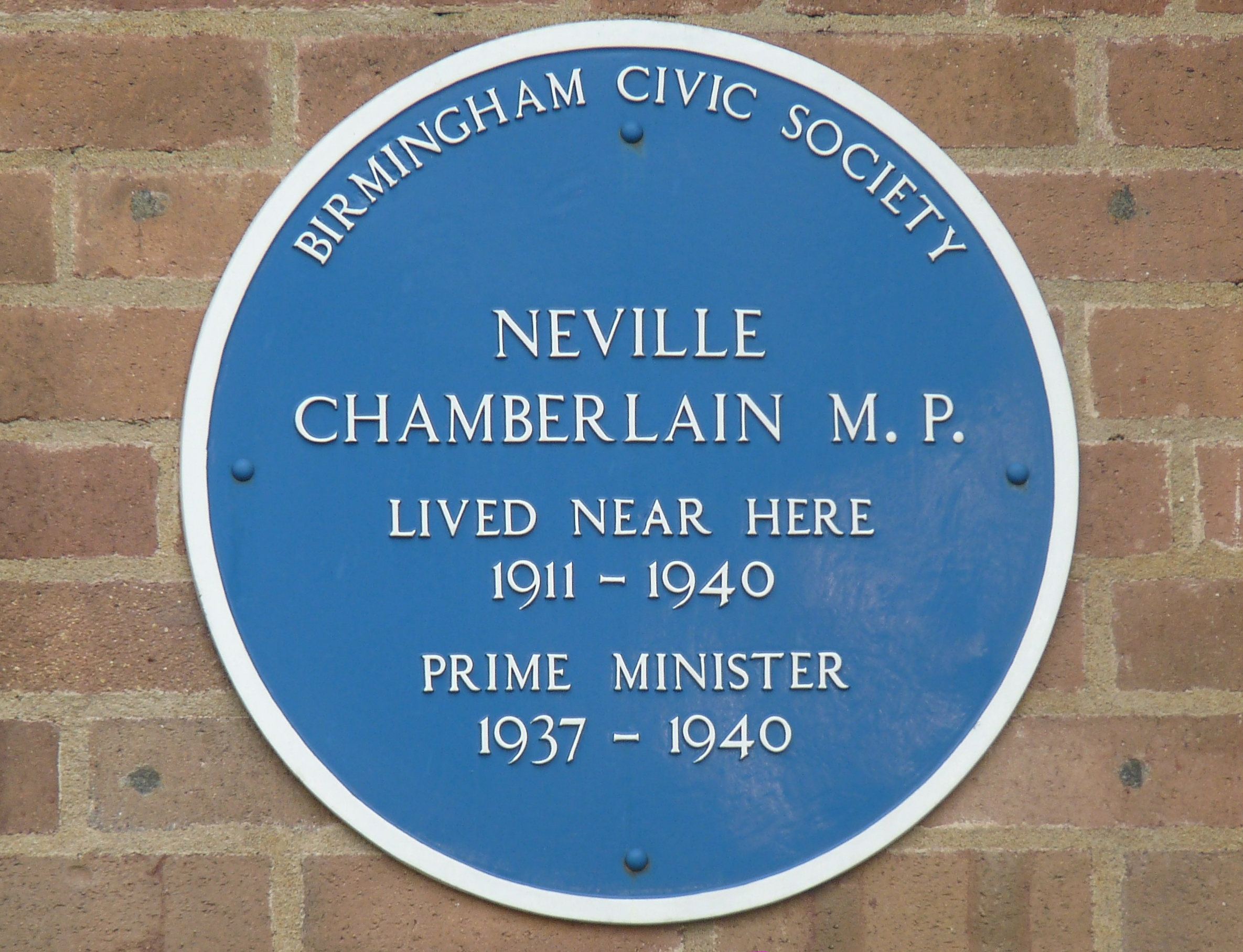
Placheta albastră în cinstea lui Neville Chamberlain, de la Edgbaston, Birmingham

Cu câteva zile înainte de a muri, Neville Chamberlain a scris:

Până acum, în ce privește reputația mea personală, nu mă deranjează deloc. Scrisorile pe care încă le mai primesc în cantități atât de vaste abordează unanim aceeași idee, și anume că fără München războiul ar fi fost pierdut și Imperiul ar fi fost distrus în 1938 ... Nu cred că punctul de vedere opus ... are o șansă de supraviețuire. Chiar și dacă nu se va mai publica nimic care să prezinte adevărata poveste din ultimii doi ani, nu am de ce să mă tem de verdictul istoriei.

Vinovații nu a fost singura publicație din timpul celui de-al doilea război mondial care a dăunat reputației sale. We Were Not All Wrong (Nu ne-am înșelat cu toții), publicată în 1941, a avut un efect similar cu Vinovații. În ea se arăta că mai mulți parlamentari liberali și laburiști, și câțiva conservatori, luptaseră împotriva politicilor de pacificare ale lui Chamberlain. Autorul cărții, parlamentarul liberal Geoffrey Mander, votase împotriva legii recrutării din 1939. O altă polemică împotriva politicilor conservatorilor a fost Why Not Trust the Tories (De ce să n-avem încredere în [conserva]tori, 1944, sub semnătura „Gracchus”, care s-a dovedit a fi viitorul ministru laburist Aneurin Bevan), în care conservatorii au fost acuzați pentru deciziile de politică externă ale lui Baldwin și Chamberlain. Deși câțiva conservatori au prezentat și ei versiunea lor privind evenimentele, printre care parlamentarul Quintin Hogg în 1945 în The Left was Never Right (Stânga nu a avut niciodată dreptate), până la sfârșitul războiului a existat un curent în rândul opiniei publice, care considera că Chamberlain este vinovat pentru unele grave erori de judecată de natură diplomatică și militară, care au fost aproape de a cauza înfrângerea Regatului Unit.
Reputația sa a fost devastată de aceste atacuri dinspre stânga. În 1948, când s-a publicat The Gathering Storm, primul volum al lucrării lui Churchill în șase volume, The Second World War, Chamberlain a primit un atac și mai dur dinspre dreapta. Deși Churchill spunea în privat: „aceasta nu este istorie, aceasta este părerea mea”, seria sa de cărți a avut o influență uriașă. Churchill l-a descris pe Chamberlain ca bine intenționat dar slab, orb la amenințarea pe care o reprezenta Hitler, și neconștient de faptul că (așa cum arată Churchill) Hitler putea fi înlăturat de la putere de o coaliție largă de state europene. Churchill a sugerat că întârzierea de un an dintre München și începutul războiului a înrăutățit poziția britanicilor, și l-a criticat atât pentru deciziile din timp de pace, cât și pentru cele din timp de război. În anii ce au trecut de la publicarea cărților lui Churchill, puțini au fost istoricii care i-au contestat vederile.
Anne Chamberlain, văduva răposatului premier, a sugerat că lucrările lui Churchill erau pline de chestiuni care „nu sunt simple greșeli de exprimare ce pot fi cu ușurință corectate, ci omisiuni și presupuneri că unele lucruri sunt acum recunoscute drept fapte pe când ele încă nu au acest statut”. În timpul războiului, familia Chamberlain l-a angajat pe istoricul Keith Feiling să scrie o biografie oficială, și i-a dat acces la jurnalele și hârtiile personale ale lui Chamberlain. Deși Feiling avea dreptul de acces la actele oficiale ca biograf oficial al unei persoane recent decedate, s-ar putea ca el să nu fi cunoscut această stipulare, și secretarul Cabinetului i-a refuzat cererile de acces. Deși Feiling a produs ceea ce istoricul David Dutton a descris în 2001 ca fiind „cea mai impresionantă și mai persuasivă biografie într-un singur volum” a lui Chamberlain (terminată în timpul războiului și publicată în 1946), el nu putea repara răul deja făcut reputației lui Chamberlain.
Biografia lui Chamberlain scrisă de parlamentarul Ian Macleod în 1961 a fost prima biografie majoră produsă de un curent de opinie revizionist privindu-l pe Chamberlain. În același an, A.J.P. Taylor, în lucrarea sa Originile celor de-al doilea război mondial, a considerat că Chamberlain a reînarmat bine țara pentru a se apăra (deși o reînarmare de natură să învingă Germania ar fi avut costuri adiționale uriașe) și a descris acordul de la München ca pe un „triumf pentru tot ce era mai bun și mai luminat în viața britanică  ... [și] pentru cei ce denunțaseră cu curaj duritatea și lipsa de viziune de la Versailles”.
Adoptarea regulii celor treizeci de ani în 1967 a pus în următorii trei ani la dispoziția publicului multe din documentele guvernului Chamberlain, ceea ce a ajutat la a explica de ce Chamberlain a acționat așa cum a acționat. Lucrarea ce a rezultat a alimentat școala revizionistă, deși tot atunci au apărut cărți ce l-au criticat dur, cum ar fi cea publicată de Keith Middlemas în 1972 Diplomacy of Illusion (Diplomația iluziilor), unde Chamberlain apare ca un politician versat dar orb din punct de vedere strategic în ce privește Germania. Documentele publicate au indicat că, în ciuda a ceea ce se arăta în Vinovații, Chamberlain nu a ignorat sfatul Ministerului de Externe, nici nu și-a ignorat Cabinetul. Alte documente date publicității au arătat că Chamberlain a luat în calcul formarea unei largi coaliții de guverne europene, așa cum a încercat Churchill ulterior, dar că a respins această idee pentru că divizarea Europei în două tabere diferite ar fi făcut ca perspectiva războiului să devină mai probabilă, nu mai îndepărtată. Ele au arătat și că Chamberlain fusese informat că dominioanele, ce urmăreau politici externe independente conform Statutului de la Westminster, arătaseră că nu se putea baza pe ajutorul lor în cazul unui război continental. Raportul Statului Major, ce a arătat că Regatul Unit nu poate împiedica Germania să cucerească cu forța Cehoslovacia, a fost dat și el publicității în aceeași perioadă.
Ca reacție împotriva școlii revizioniste în ce-l privește pe Chamberlain, începând cu anii 1990 a apărut o școală postrevizionistă, care s-a bazat pe actele publice pentru a justifica concluziile inițiale din Vinovații. Istoricul de la Oxford R. A. C. Parker este de părere că Chamberlain ar fi putut forma o alianță strânsă cu Franța după Anschluss, în primele luni ale lui 1938, și ar fi putut începe o politică de izolare a Germaniei sub auspiciile Ligii Națiunilor. Deși numeroși autori revizioniști au sugerat că nu avusese de ales în acțiunile sale, Parker a arătat că Chamberlain și colegii săi au ales pacificarea în locul altor politici viabile. În cele două volume ale sale, Chamberlain and Appeasement (1993) și Churchill and Appeasement (2000), Parker a scris că, din cauza „personalității sale puternice, încăpățânate” și cu ajutorul elocvenței sale în dezbateri, Chamberlain a determinat îmbrățișarea pacificării în locul unei mai eficiente politici ferme. Parker a sugerat și că dacă Churchill ar fi fost lider în a doua jumătate a anilor 1930, ar fi construit o serie de alianțe ce l-ar fi împiedicat pe Hitler, și probabil i-ar fi determinat pe adversarii lui Hitler din Germania să determine înlăturarea sa de la putere.
Dutton a făcut observația că reputația lui Chamberlain, bună sau rea, va fi probabil întotdeauna legată de evaluarea politicilor față de Germania:

Orice altceva s-ar fi putut spune despre viața publică a lui Chamberlain, reputația sa va depinde, finalmente, de evaluarea acestui moment [München] și a acestei politici [pacificarea]. Aceasta era situația când a demisionat în 1940 și la fel rămâne după șaizeci de ani. A aștepta altceva este ca și cum ai spera ca Pilat din Pont să fie vreodată considerat un bun administrator de provincie a Imperiului Roman.